# بروميد الموليبدنوم الثنائي
بروميد الموليبدنوم الثنائي (أو ثنائي بروميد الموليبدنوم) هو مركب كيميائي لاعضوي صيغته MoBr2 ويوجد على هيئة صلب أصفر محمر.

## التحضير
يحضر هذا المركب من تفاعل كلوريد الموليبدنوم الثنائي مع بروميد الليثيوم.

## الخواص
يوجد هذا المركب في الشروط القياسية على هيئة صلب أصفر محمر.